# انیمه اکسپو
انیمه اکسپو (به انگلیسی: Anime Expo) که به صورت AX هم خلاصه می‌شود، یک مراسم گردهمایی انیمه آمریکایی است که در لس آنجلس، کالیفرنیا توسط انجمن غیرانتفاعی ترویج انیمیشن ژاپنی (به انگلیسی: Society for the Promotion of Japanese Animation) برگزار می‌شود. این گردهمایی هر سال در اولین آخر هفته ژوئیه برگزار می‌شود و به مدت چهار روز ادامه می‌یابد. انیمه اکسپو به‌طور منظم در مرکز گردهمایی لس آنجلس میزبانی می‌شود اما در شهرهای دیگر مانند آناهیم، سن خوزه، نیویورک و توکیو نیز برگزار شده‌است. در حال حاضر انیمه اکسپو بزرگترین گردهمایی انیمیشن در آمریکای شمالی از سال ۲۰۱۷ است.
در انیمه اکسپو رویدادها و فعالیت‌های زیادی در طول همایش مانند پنل‌های مهمان، بازی‌های رومیزی، مسابقات، بازی‌های آرکید، کنسرت و غیره برای شرکت‌کنندگان ارائه می‌شود.
مانند سایر گردهمایی‌ها، انیمه اکسپو دارای یک سالن نمایشگاهی در مقیاس بزرگ است که شرکت کنندگان می‌توانند محصولات متنوعی را از طیف گسترده‌ای از غرفه داران خریداری کنند. همچنین دارای یک بازارچه هنرمندان است که شرکت کنندگان می‌توانند آثار هنری خلق شده توسط طرفداران و انواع دیگر صنایع دستی مانند کلاه گیس، سنجاق و مواد بازی را خریداری کنند.

## نگارخانه

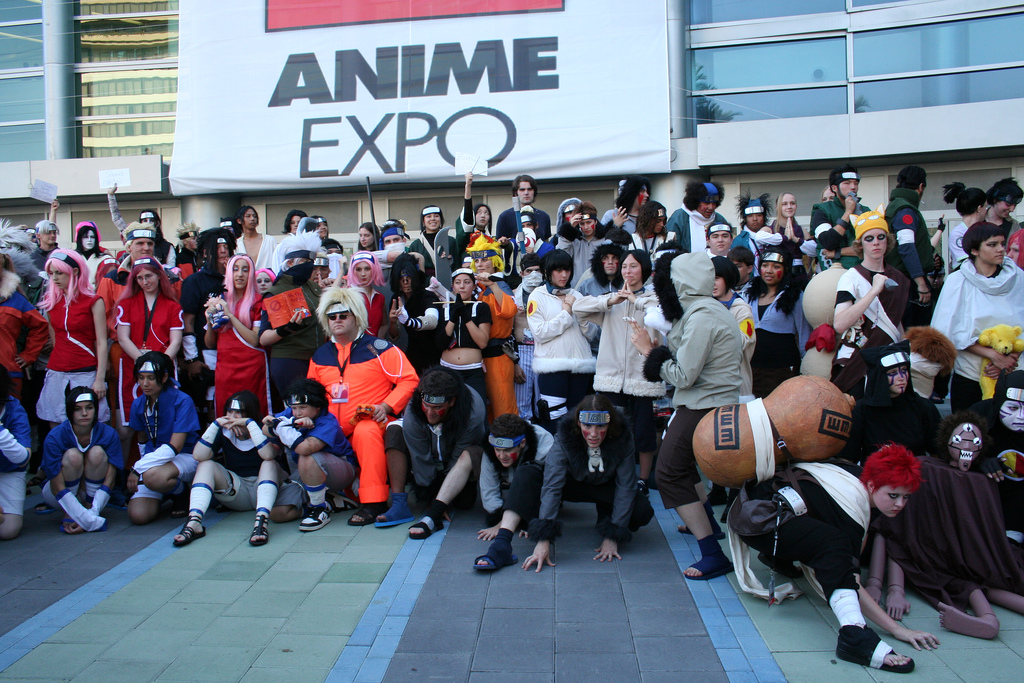
ملاقات طرفداران ناروتو در انیمه اکسپو ۲۰۰۶
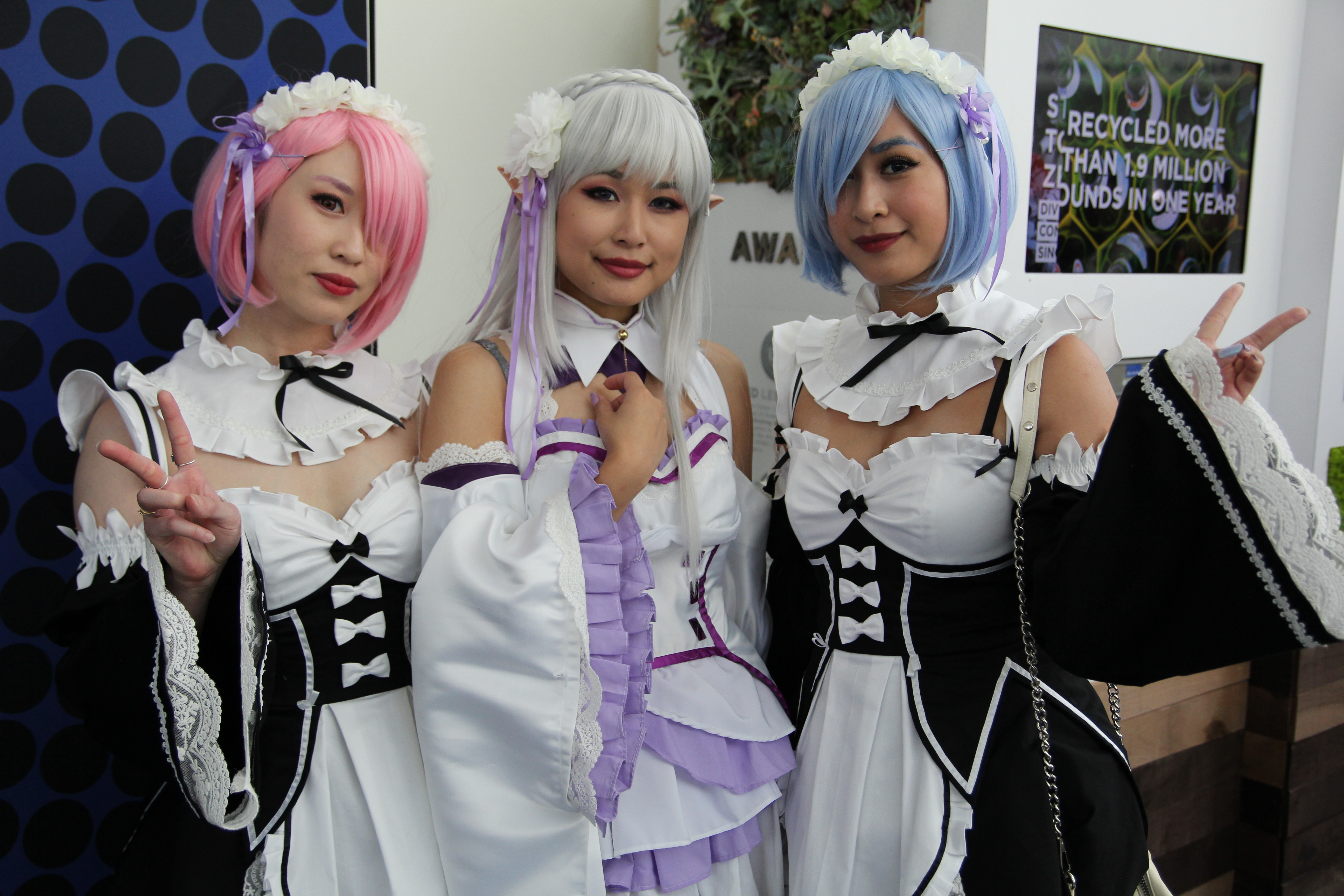
کازپلیرهای انیمه ری:زیرو در انیمه اکسپو ۲۰۱۸
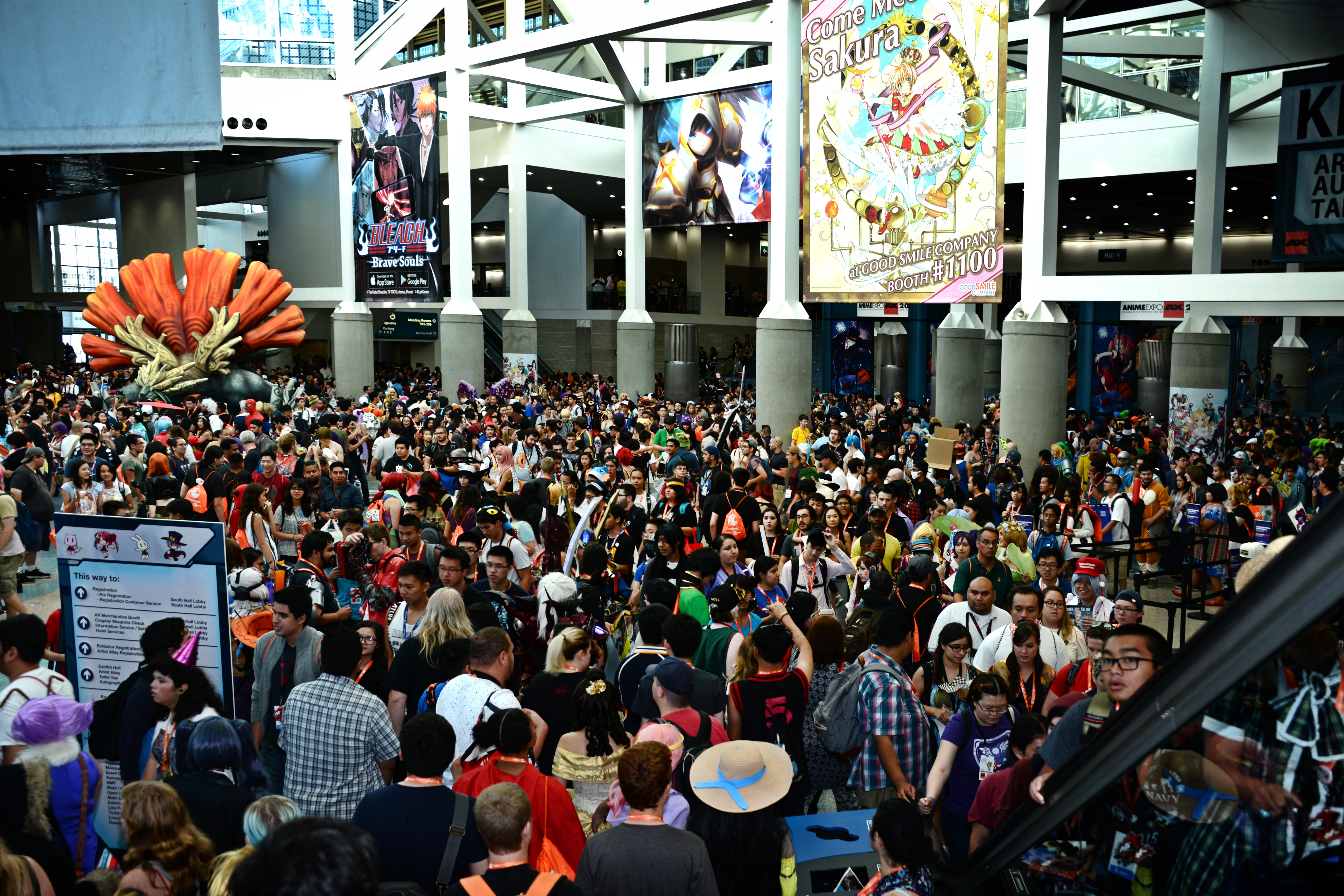
شرکت کنندگان انیمه اکسپو ۲۰۱۶ در سالن جنوبی مرکز گردهمایی لس آنجلس گرد هم می‌آیند
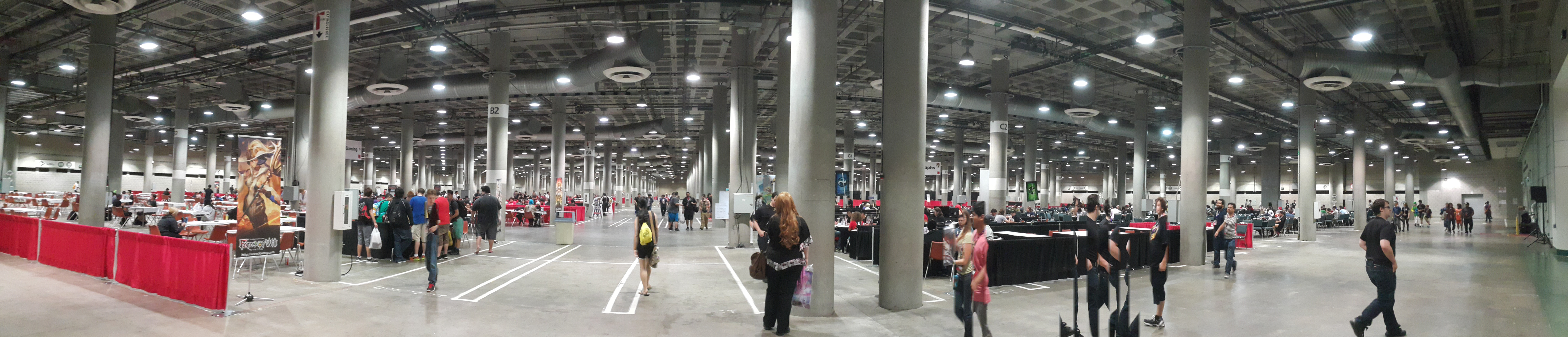
یک تصویر سراسرنما از سالن داخلی انیمه اکسپو ۲۰۱۵
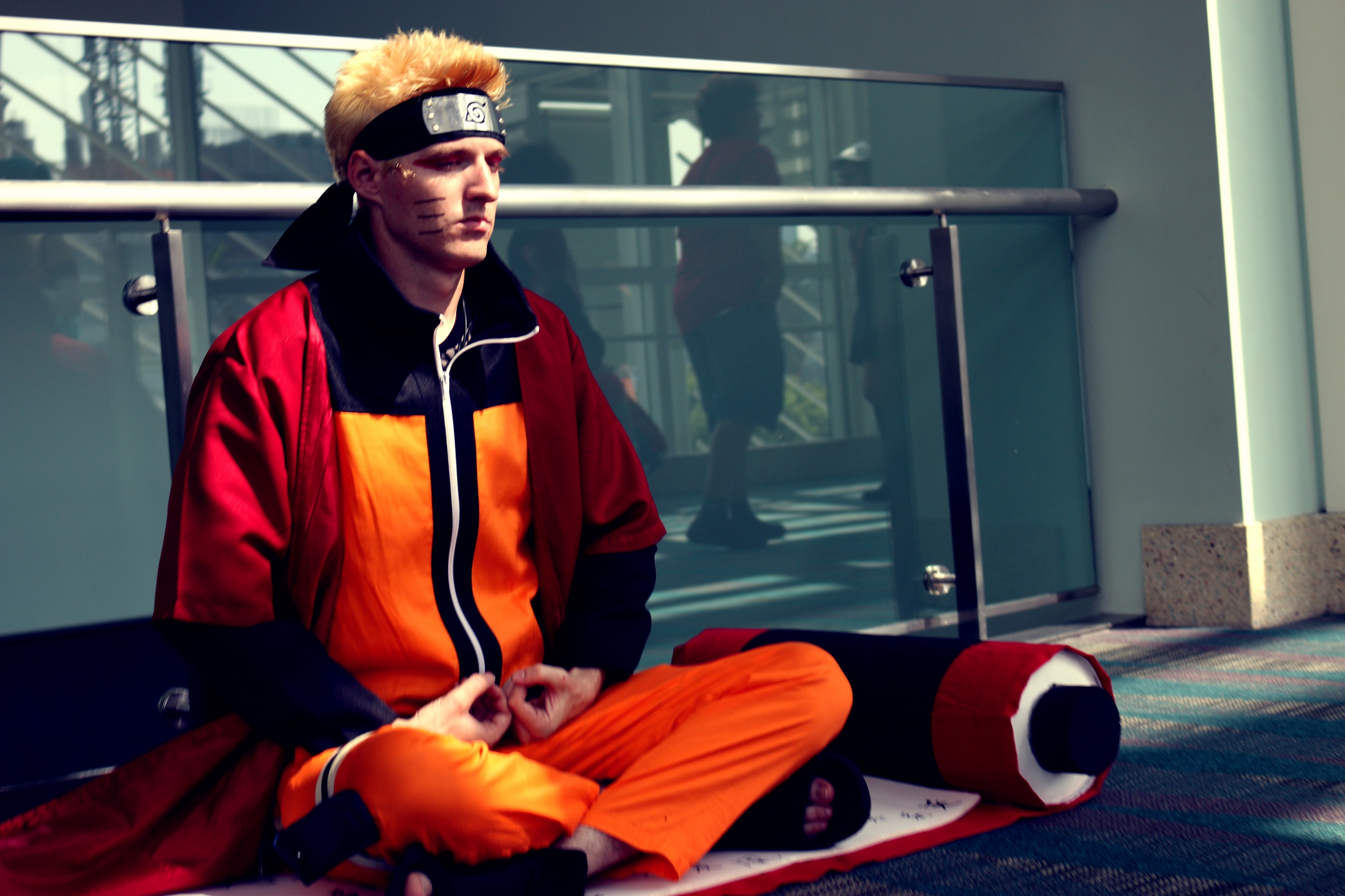
کازپلی شخصیت ناروتو اوزوماکی در انیمه اکسپو ۲۰۱۶
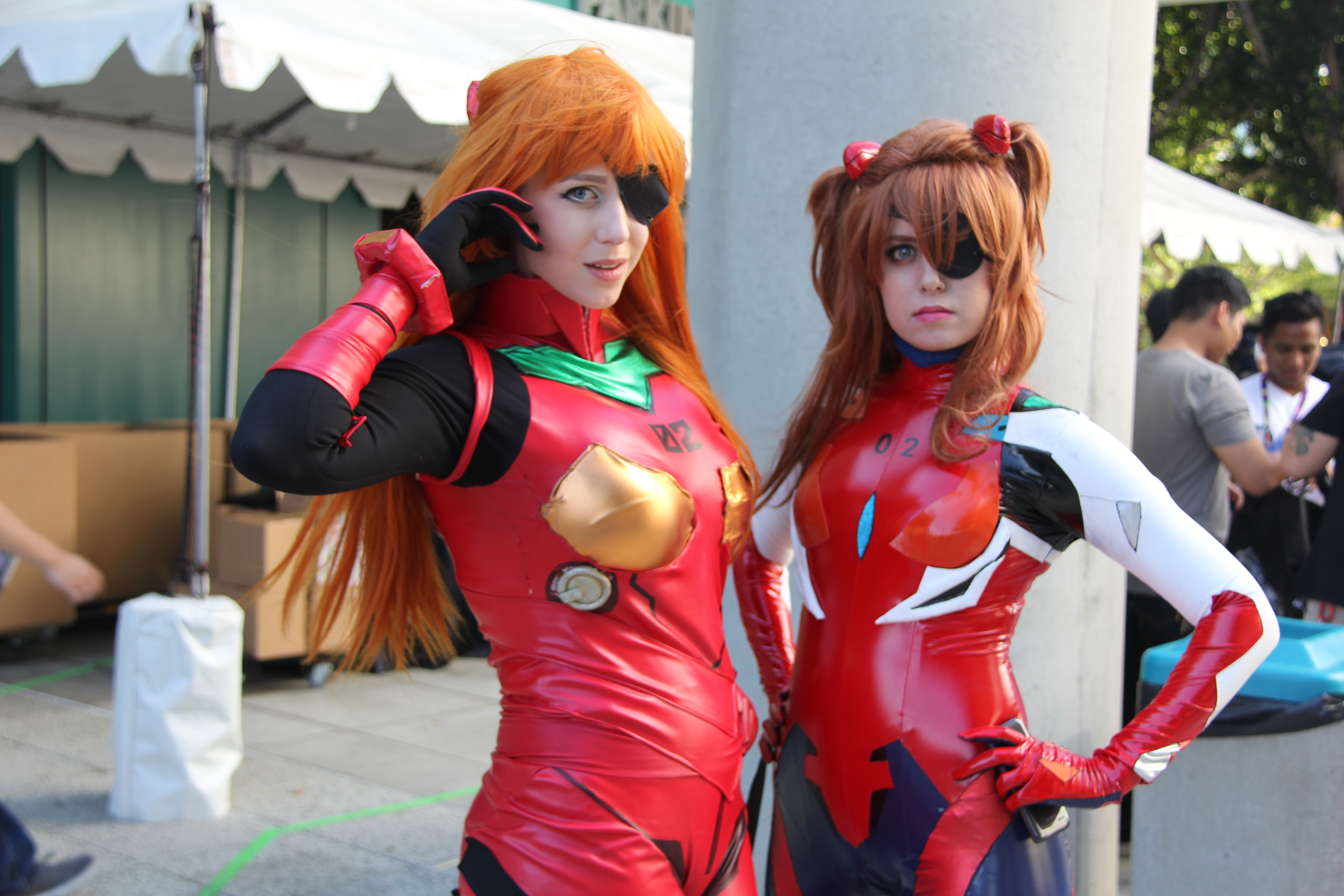
کازپلی شخصیت آکوسا از اونگلیون در انیمه اکسپو ۲۰۱۵
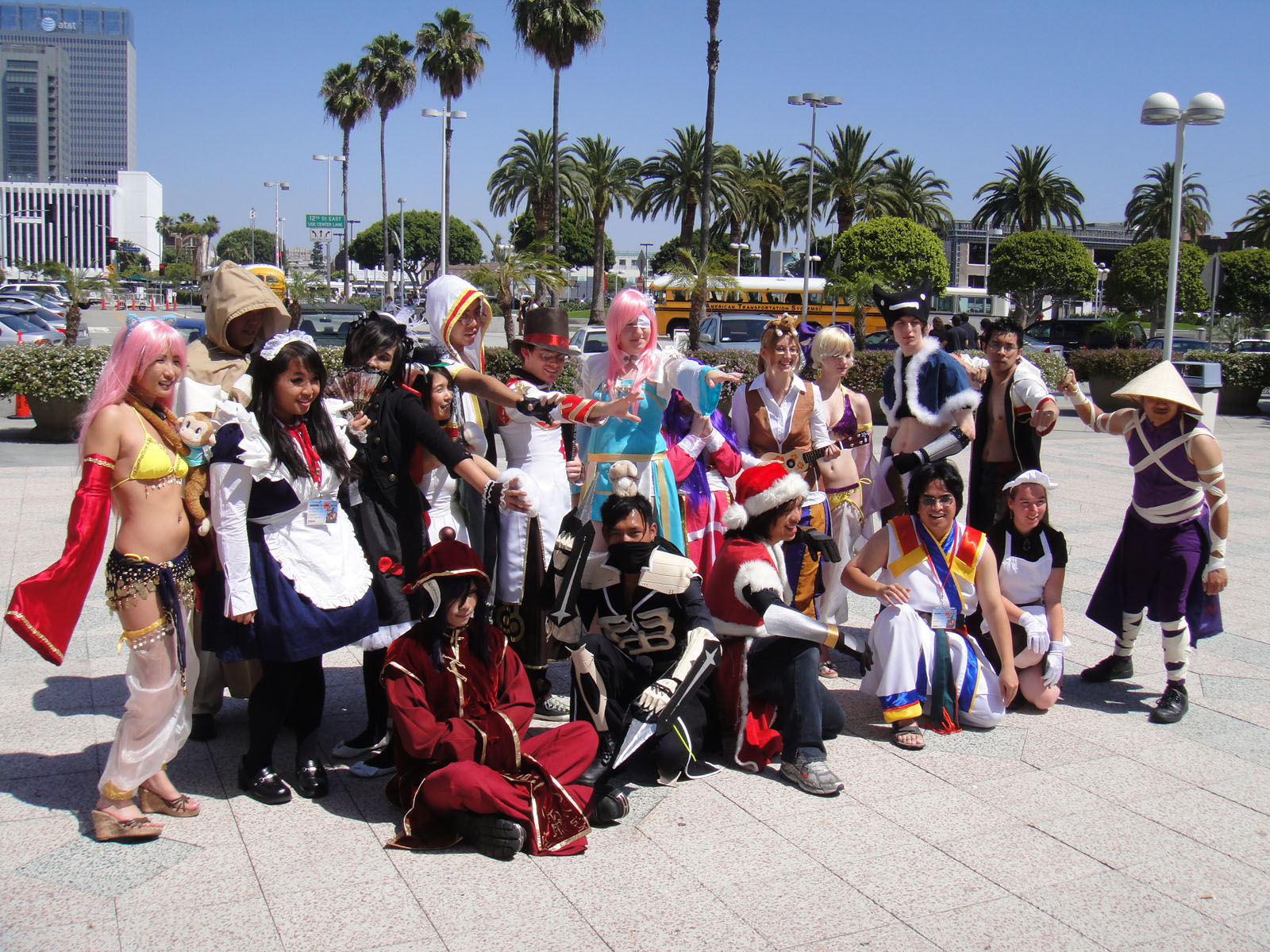
گردهمایی طرفداران در انیمه اکسپو ۲۰۱۰